# Jean Théodore François Champion
Pour les articles homonymes, voir Champion (homonymie).
Jean Théodore François Champion, né le 18 mars 1812 à Wesel (Département de la Roer) et mort le 2 août 1889 à Francfort-sur-le-Main (province de Hesse-Nassau), est un général français.

## Biographie
À 20 ans, en 1832, il s'engage au 14e régiment d'infanterie de ligne et est promu caporal à la fin de la même année puis sergent l'année suivante.
Devenu sous lieutenant au 3e régiment d'infanterie en 1838 il est envoyé en Algérie durant l'hiver 1839.
En 1840, il est promu lieutenant au 8e bataillon de chasseurs à pied et sert de nouveau en Algérie entre juin et novembre 1840 avant d'être transféré au 1er bataillon en 1841.
Nommé capitaine au 4e bataillon de chasseurs à pied, il retourne en Algérie de décembre 1850 à octobre 1853 avant d'être transféré au 17e bataillon de chasseurs à pied avec lequel il participe à la guerre de Crimée.
Passé chef de bataillon au 15e régiment d'infanterie en février 1855, il rejoint deux mois plus tard le 2e régiment de voltigeurs de la Garde Impériale avec lequel il est engagé le 7 septembre lors de la bataille de Malakoff et ou il est grièvement blessé.
Remis de ses blessures, il est nommé lieutenant-colonel et participe à la campagne d'Italie de 1859 avec le 91e régiment d'infanterie.
En 1865, il est promu colonel et prend le commandement du 3e régiment d'infanterie.
Début août, au commencement de la guerre franco-prussienne de 1870, son régiment en position à Mulhouse rejoint le gros de l'armée à Frœschwiller.
Le 6 août au matin, Champion est mis à la tête de la 1re brigade composée des 3e et 21e régiments d'infanterie et du 17e bataillon de chasseurs à pied. Les combats sont désastreux pour l'armée français. À la fin de la journée le désastre est complet : tous les bagages du régiment sont perdus, les sacs déposés pour marcher en avant ne sont pas récupérés et les pertes sont énormes. En outre Jean Théodore François Champion blessé est fait prisonnier.
Libéré, il est promu général de brigade en avril 1871 et prend le commandement de la subdivision militaire du Morbihan jusqu'en avril 1878 date à laquelle il prend sa retraite.
Il décède à Francfort-sur-le-Main le 2 août 1889.

## Distinctions
- Commandeur de la Légion d'honneur (28 décembre 1868)[2]